# Jay Oh

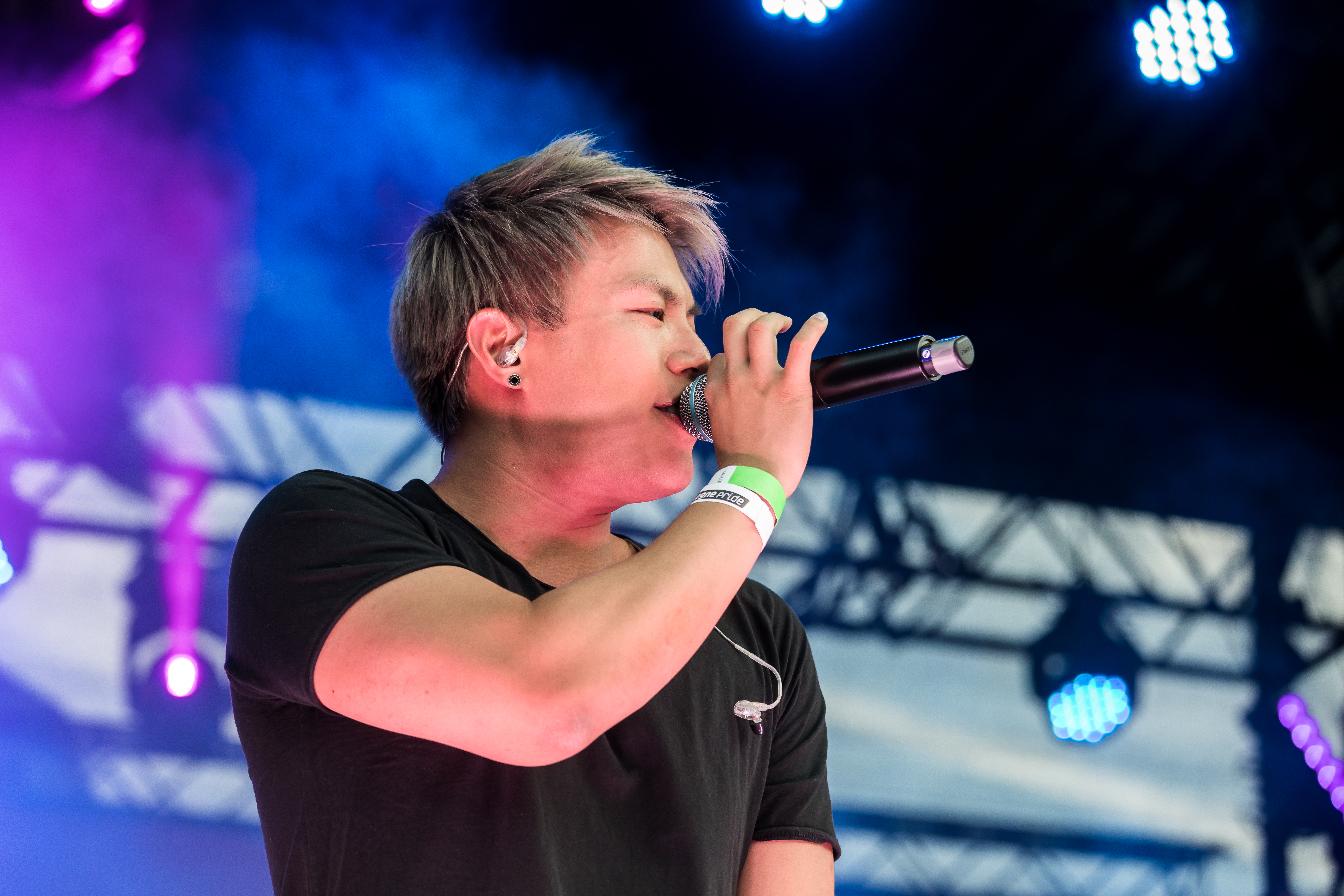
Jay Oh, 2018

Jay Oh (* 1985 oder 1986 in Arnsberg, eigentlich Sae-Hun Oh) ist ein deutscher Sänger. Erste Bekanntheit erreichte er 2008 als Mitglied in der Popband Culture Box. 2009 schaffte er es in den Recall der siebten Staffel von Deutschland sucht den Superstar. 2015 gewann er die neunte Staffel von Das Supertalent. Seit 2017 bildet er zusammen mit Diana Schneider das Duo ZweiLand.

## Diskografie
Für die Diskografie von Culture Box, siehe Culture Box#Diskografie.
Solo
- 2015: Dance with My Father (Single)

mit ZweiLand
- 2017: Komm wir heben ab (Single)